# Мартін Орнрот
Мартін Орнрот (народився 11 лютого 1967 року) — колишній шведський ведучий, репортер, ведучий і головний редактор.
Орнрот був телевізійним профілем з 1993 по 2002 рік, включаючи ведучого Lingo та Sommarbingo на TV4 та Prat i kvadrat у SVT. Він також був репортером När & fjärran і Reslust на TV4 і ведучим програми на тому ж каналі. З 2001 по 2011 рік був головним редактором водолазного журналу «Дик». З 2013 року Мартін Орнрот через продюсерську компанію Silverbullet Film AB співпрацює з телешоу Gone Camping. Частково як ведучий, частково як продюсер.

### Веб-джерела
- Мартін Орнрот на Svensk mediedatabas